# Кредісов Анатолій Іванович
Кредісов Анатолій Іванович — український педагог і вчений, доктор економічних наук, професор, Заслужений працівник народної освіти України.

## Біографія
Народився 23 січня 1940 р. в Києві. Після закінчення школи № 19 з 1957 по 1959 рр. працював слюсарем-монтажником заводу «Ленінська кузня»; упродовж 1959—1962 рр. служив в армії; протягом 1962—1967 рр. — студент Київського державного університету ім. Т. Г. Шевченка. Науково-педагогічна діяльність Кредісова Анатолія Івановича розпочалася з 1967 р. в цьому самому ВНЗ на економічному факультеті, де він працював асистентом, викладачем, старшим викладачем, доцентом кафедри політичної економії та захистив кандидатську (1970) і докторську (1984) дисертації.
З 1984 по 1992 рр. Кредісов працює заступником директора з наукової роботи Інституту підвищення кваліфікації при КДУ, професором кафедри політичної економії цього ж інституту. У 1992 р. майже рік він очолює Центр підвищення кваліфікації керівних працівників ВНЗ України. З кінця 1992 р. — завідувач кафедри управління зовнішньоекономічною діяльністю Інституту міжнародних відносин Київського національного університету імені Тараса Шевченка.
Упродовж 2003—2009 він ректор Міжгалузевого інституту управління Міністерства освіти і науки України. З 2009 року Кредісов працює професором кафедри міжнародного бізнесу Інституту міжнародних відносин КНУ.
В різні роки науково-педагогічної діяльності Кредісов читав лекції та проходив наукові стажування в університетах міст Будапешт (Угорщина), Братислава (Словаччина), Тампере (Фінляндія), Краків (Польща), Антверпен (Бельгія), Кіль (Німеччина), Редінг (Велика Британія), Гартворд (США).
Автор спогадів «Справа життя» (К., 2011).

## Наукова діяльність
Свою наукову діяльність Кредісов розпочав ще у студентські роки, в результаті якої у 1967 році став лауреатом Всесоюзного конкурсу студентських наукових робіт. У наступні роки досліджував історію економічної теорії та зарубіжну економічну думку. Знання з цих проблем, організаційно-педагогічна діяльність, а, головне, зміни, які відбулися в механізмі господарювання незалежної України та її потреби входження до світового ринку визначили його наступні наукові інтереси, зокрема, менеджмент та міжнародний бізнес.
Професор Кредісов є автором, співавтором та відповідальним редактором понад 150 наукових та навчально-публіцистичних праць.
Під керівництвом Кредісова було підготовлено та захищено понад 30 кандидатських та докторських дисертацій, у тому числі здобувачами з Болгарії, Куби, Йорданії, Китаю, Грузії.
Кредісов у різні роки очолював три міжнародні дослідницькі проекти в рамках фондів «Євроазія» та «Брітіш-Кансл», довгий час був членом редколегії журналу «Економіка України», спеціалізованих рад із захисту докторських та кандидатських дисертацій, Президент першого в Україні маркетингового клубу в м. Києві, учасник та організатор багатьох наукових конференцій, в тому числі міжнародних.

## Основні монографії
- Маркетинг (1994);
- Менеджмент для керівників (1999);
- История учений менеджмента (2000);
- Менеджмент в історичному розвитку як теорія (2009, 2019).

## Підручники та навчальні посібники
- Історія економічної думки України (1993);
- Основи економічної теорії: політекономічний аспект (1994, 2002);
- Соціальне ринкове господарство (1995);
- Управління зовнішньоекономічною діяльністю (1996, 1998, 2002);
- Організація і розвиток фінансового сектора в умовах ринкової економіки (2002);
- Фінансовий сектор ринкової та транзитивної економіки (2004);
- Основи патентування та ліцензування (2007);
- Менеджмент: навчальні матеріали у схемах і формулах (2006, 2008);
- Міжнародний бізнес (2007, 2009).

## Звання і нагороди
У 1994 році був обраний академіком Національної академії наук вищої освіти України;
У 1999 році присуджено звання «Заслужений працівник народної освіти України»;
У 2003 році став лауреатом премії ім. М. В. Птухи Національної академії наук України;
Нагороджений «Знаком пошани» Київського міського голови (2006), знаками МОН України «Петро Могила» (2007) та «За наукові досягнення» (2008), орденом «Святих рівноапостольних Кирила та Мефодія» Київського патріархату Української православної церкви (2011);
У 2024 році став лауреатом Всеукраїнської літературно-мистецької премії «Київська книга року» у номінації "Популярна література в галузі економіки".